# Català septentrional
El català septentrional (sovint anomenat rossellonès) és un dialecte constitutiu del català enquadrat dins del bloc oriental de la llengua i parlat en la Catalunya Nord. L'empremta d'aqueix dialecte s'estén cap a dins de la Catalunya Sud en l'anomenat septentrional de transició. És un dialecte que té trets comuns amb l'occità o en algunes vegades influenciats per aquesta llengua.
El rossellonès és –i ha estat– el dialecte pont, o, abandonant aquesta imatge, la franja de català septentrional, un dialecte entre l'occità i la resta del català, format per un enorme bagatge d'elements occitans (que no va passar desapercebut a un observador tan perspicaç com Calça ja el 1588) amuntegats, al llarg de segles, sobre una estructura, bàsicament catalana, i que són absents de la resta del català. Té un subdialecte, el capcinès, que podria representar segons alguns lingüistes un estat arcaic del dialecte.

## Història
El català septentrional disposa d'un nombrós lèxic, d'assentament antic, com cilla (cella), peixoneria (peixateria), aibre (arbre); o més tardà de continuïtat occitana, com nalt (alt), belleu (potser), juliana (bacallà), punyet (canell); o coincident amb el castellà, però sense tenir-hi res a veure, com cogot (clotell, clatell), teta (mamella, popa), etc.
En l'edició i estudi de les Vides de sants rosselloneses, del segle xiii, Joan Coromines ja va remarcar els trets rossellonesos d'aquest text: confusió a/e en posició àtona pretònica (playaran, manà, canalobre), tancament de e en i per acció d’una palatal (ligenda, ixir, eligiren), diftongació d’obrir en aubrir, primeres persones en -i, lèxic específic (aquò, aybre, causol, gravila, guiscar), etc. Coromines demostra en l’obra esmentada que un seguit d’elements fonètics, gramaticals i sobretot lèxics (conservació del diftong au, em ‘som’, cilla ‘cella’, peirer ‘paleta’, patna ‘paella’, gravilla ‘graella’, codena ‘cotna’, cogot ‘nuca’, demest ‘entre’, teta ‘mamella’, feda ‘ovella’, etc.) constituïen trets específics del català rossellonès, vivents encara avui, molts d'aquests de factura o continuïtat occitana. Aquestes característiques eren les generals en el rossellonès medieval i, segons Coromines, sols els nous corrents lingüístics procedents del sud, cada vegada més robustos, van anul·lar de mica en mica aquelles característiques mig occitanes o, més exactament, les van anar empenyent cap al Capcir (prefaci de les Vides de sants rosselloneses, Kniazzeh-Neugaard 1977: XIII, n. 1).

## Característiques generals
Les particularitats del català septentrional que l'allunyen del català del sud de l'Albera més enllà de l'Empordà es poden explicar en bona part pel contacte o comunitat d'orígens d'aquesta mateixa llengua amb l'occità. Es pot parlar d'occitanismes per al vocabulari per un cert nombre, bastant limitat de mots, car un bon nombre de les paraules d'afinitat occitana venen probablement d'una forma de llatí comú al Rosselló i al Llenguadoc. Que la proximitat llenguadociana hagi ajudat a conservar paraules comunes amb l'occità en el rossellonès, és evident, amb això no n'hi ha prou per fer-ne occitanismes, excepte evidentment en una postura ideològica que voldria que l'anomenat català septentrional hagi sofert de la contaminació occitana via el manlleu. La secular immigració occitana, provinent de tot el domini occità explica el manteniment o la presència de formes lèxiques, fonètiques o gramaticals comunes amb l'occità.
El tractat dels Pirineus tancà parcialment el rossellonès de les influències sud-catalanes i dels castellanismes i permeté de conservar trets i vocabulari de la llengua antiga esdevinguts arcaics sud enllà, preservats de la influència de l'espanyol. La posterior i progressiva imposició del francès als catalanoparlants del país ha induït francesismes.
Tal com defensen molts lingüistes especialitzats en l'estudi d'aquesta àrea lingüística, la major part dels caràcters propis del dialecte rossellonès provindrien, d'una banda, de l'assimilació d'elements occitans, i d'altra banda, del fet que els locutors rossellonesos parlen tant el català com el francès, cosa que provoca un contacte entre ambdues llengües.
Les conseqüències concretes d'aquesta situació sobre la llengua parlada a la Catalunya Nord consisteixen en nombroses interferències, causades pel bilingüisme, i també en molts manlleus del francès, de l'occità i fins i tot del castellà. D'això en reïx:
- un ús especial de termes catalans, així com l'assimilació de paraules occitanes i franceses en la llengua parlada.
- un ús especial de formes i temps verbals.

## Extensió geogràfica

### Variació dialectal (basat en un estudi deCarles Grandó)

Extensió del català a la Catalunya Nord. En groc fosc, parlars de transició occitans.

A la plana del Rosselló el dialecte és homogeni, a part d'unes lleugeres variants dins l'ús de certes paraules (sense que sigui exclusiu): a Perpinyà diuen a can Pere i a la Salanca, a xon Pere; a Perpinyà diuen ana[r] a dalt i a la Salanca, muntar; a Perpinyà diuen nin, nina i a la Salanca, petit, petita i a Tuïr diran pallago, pallaga; a Baixàs diuen talaiar per espiar (mirar) i diuen manta per un munt, força; a Corbera pronuncien clar [clare] en lloc del més general [clart]. A molts endrets diran els forasters, i el mateuet (perpinyanès del barri de Sant Mateu) dirà els estrangers. A Ribesaltes se sent malauta (malalta), taupa (talp, a Oleta, al Conflent també) i aurella (orella), llauseta (lloseta, alosa).
La separació del pla de Rosselló del Vallespir i del Conflent no presenta una frontera lingüística marcada. El català de Corbera, Tuïr, Llupià, Terrats, Forques, Paçà, Tresserra, Banyuls dels Aspres, Brullà, Ortafà, Elna, la Torra d'Elna no canvia gaire del català de Cameles, Castellnou, Santa Coloma, Montoriol, Torderes, Llauró, Vivers, El Voló, Montesquiu, Sant Genís, Palau del Vidre, Argelers. Llur distinció resideix sobretot dins la fonètica, la vocalització del rossellonès és més tancada. En el vallespirenc se noten alguns canvis de vocables, algunes expressions: ganso per ganxo, arendola per olendra, pujar per muntar, allà per allí, un xic per un poc, patana per trufa, blat de moro per blat d'indi, escopsar per agafar, patorra per batzana (eixarranca), frare per flare, ou per sí (afirmatiu), rotllet per cercle.
Passa igual pel Conflent, a Sant Miquel o a Bula de Terranera se parla més o menys com a Illa. Se diu al Conflent: meitat per litre, manxa per bufet, s'allongar per se cotxar (estirar-se), ratpenat [rampenat] per ratapenera, talent per fam a Prada, suire o suiro per siure/siuro en rossellonès (suro), ca (tant per a gos i gossa), pallago o nin per minyó (noi), segut a l'Alt Conflent per assegut o en rossellonès assentat (castellanisme), verm per cuc, eix [eit] per [ej] (a Mosset, Cornellà de Conflent, Prats de Balaguer)... En consonantisme la comarca zona del Conflent es diferencia clarament de la resta del català per l'evolució en [jr] del grup llatí -BR- com es pot constatar amb roire per roure o suire/suiro per suro (al Rosselló 'siure, siuro'). Pel que fa a la pronunciació del dígraf -ix- existeix una mena de conservació irregular del iod a la zona conflentina, amb molta variabilitat en funció de les paraules. Aquesta realització es retroba sobretot al nord i al sud del Conflent i de manera irregular en funció de les paraules. En qualques vilatges del Conflent septentrional, a ran de la frontera lingüística s'empra l'adverbi jus o dejús (sota). Al Conflent es manté com en valencià i balear l'imperatiu de segona persona obri per obre.
Les variants són rares. Sols l'article 'el' s'hi emprava més que 'lo'. A Rosselló, l'article 'lo' era el més usat però, amb el temps, l'ús d'el s'hi arrelà. Sembla que el català del Conflent, i sobretot el del Vallespir, són més conservadors que el rossellonès.

### Límits del català i de l'occità
La comarca del Fenolledès i els departaments francesos de l'Aude i l'Arieja marquen la regió fronterera septentrional del català amb l'occità llenguadocià. El llenguadocià no és tan breu com el català, ha servat més vocals i també més desinències, que varien d'aspecte segons les comarques. Al Fenolledès, moltes finals dels substantius són en -e, -es; a l'Aude la major part són en -o, -os. El català ha traspassat la frontera lingüística; trobem vocables catalans al llenguadocià dels primers vilatges: 'naixit' (nascut) a Montalbà, Trevillac, Caramanh, Lançac, Belhestar i Cassanhas; a Montalbà 'cuita' per 'còita' o 'cuèita', 'tancar' per 'tampar', 'agosa' per 'agusa' i 'gener' per 'genièr'; 'esquena', 'cóser' a La Tor de França i Trevillac, en lloc de 'esquina' i 'corderar'; 'vòl que vage' a Sant Pau de Fenolhet i Quilhan, en lloc de 'vòl que ane'; 'som' a Pasuòls i Tuissan, en lloc de 'soi'; 'aviat' i 'fèrreblanc' a Lleucata en lloc de 'lèu, lhèu' i 'fèr-blanc'. El contrari també es produeix: 'lleu' per a dir 'aviat' a l'extrem nord del Rosselló.
El límit extrem del rossellonès el formen els pobles següents partint del mar: Salses, Òpol (anteriorment de llengua occitana), Vingrau, Talteüll, Estagell, Montner, Nefiac, Illa; i dellà de la plana de Rosselló: Tarerac, Arboçols, Catllà, Molig, Mosset. Les fites de la frontera lingüística del llenguadocià les constitueixen els pobles de Lleucata i Fitor (Aude), Perillós (Rosselló), Tuissan, Pasuòls (Aude), La Tor de França, Cassanhas, Bèlhestar, Montalbà (Fenolledès); dirigint-se vers el Capcir, Trevillac, Sornhan, Rabolhet. La regió d'influència és, en certs rodals molt estreta, com entre La Tor i Estagell: a Vingrau la llengua occitaneja; a Montalbà i Talteüll diuen 'recepigut' (d'origen llenguadocià) per 'rebut'; a Estagell, 'bua' (de vaca) i a Montner 'busa' per 'buina' i 'han' per 'tenen', 
Un demostratiu tan comú en occità com aquò (això) s'és gairebé perdut a tot el territori de la llengua catalana però s'empra(va) al Capcir i al Conflent on Joan Coromines l'oí qualque cop a la falda del Canigó i sols una vegada Mossèn Alcover a Codalet de Conflent, l'any 1902, de boca d'un porquerol.

### Presència més enllà de la Catalunya Nord
El novembre del 2014 Eugeni Casanova va presentar una tesi doctoral que demostrava que arreu de França hi ha dotzenes de milers de gitanos catalanoparlants dels quals aquest autor en va localitzar unes 150 comunitats. Van començar a emigrar des de Catalunya a final del segle xviii i van mantenir aquest procés durant tot el XIX i fins a la guerra civil espanyola. La majoria parlen una barreja del dialecte central i el septentrional, però també n'hi ha que parlen lleidatà amb aportacions aragoneses. Aquestes comunitats són presents arreu d'Occitània (des d'Aquitània fins a la Provença), però també a la França central i septentrional.

## Descripció fonètica
- El tret més característic del català rossellonès és la pronúncia de la "o" tancada tònica com si fos una "u", com ho fa l'occità tot. Així, la frase El pont del Canigó s'hi pronuncia "El punt del Canigú" i El gos ros de la Torre del Rosselló "el gus rus de la Turre del Russillú".

- El sistema vocal del rossellonès es redueix a cinc vocals: [a], [e], [i], [o], [u]. Però, no es tracta pas d'una influència del castellà.

- Les paraules esdrúixoles no existeixen en rossellonès, com en català patrimonial (en el qual són tots cultismes) o en occità i aragonès. Així, 'època' es pronuncia [e'poka] i 'música' [mu'zikə] (en aquest darrer exemple, com en català popular a tot Catalunya). Això ha provocat l'avançada de l'accent tònic o la truncació (i a vegades l'allargament) de mots: polvra [pulbre], o polvora [pulbore], per pólvora, agla/alga per àguila/àliga, prèdic m. (prèdica), entrames per entràmenes, corpa per còrpora, escorpa per escórpora, furula o frul·la per fèrula, llàgrim/llagrima/llagrema/llagrama per llàgrima, llàstim per llàstima, llissa per llíssera (reducció o forna etimològica?), lluça per llúcera (reducció o forna etimològica?), marfa per màrfega, santíssim/santissimeta per santíssima, aima/animeta per ànima...

A més, adjectius com 'fàcil', 'difícil', 'científic', 'químic' esdevenen en rossellonès facil·le, dificil·le, cientifique, ximique per als dos gèneres (manlleus directes i excepcionals al francès).
- La "l", quan és al davant d'una "t", tendeix a desaparèixer, fenomen que explica l'existència de paraules com [esku'ta] (per 'escoltar') i [mu'tu] (per 'moltó'), com en occità (escotar, moton).

- Tal com en mallorquí, en català popular, en occità Provençal i Gascó occidental, moltes paraules que s'acaben en -ia en els dialectes centrals tendeixen a reduir-se en -i, així es pronuncia 'història' [is'tori], 'ràbia' ['rabi], 'gràcia' ['grasi], 'pèrdua' ['perdu].

- Mutació molt acusada en i de la e/a (especialment quan és una vocal neutre àtona) pretònica en contacte amb consonant palatal: coneixim (coneixem), dixar (també pronunciat [dej'sha]), esquixar (esqueixar), ixit (eixit), ginoll (genoll), lligir (llegir), Marquixanes (també pronunciat [markej'shanes]), singlantana (o 'sanglantana' per sargantana), xirment/xarment (sarment), xirimpiu (o 'xarammpiu' per xarampió, amb passatge de -ió [iu] final a -iw), etc.

- Cal notar la desaparició de la lletra "x" o "g" en moltes paraules com peix i calaix que solen pronunciar-se [pej] i [ka'laj]: aquei, matei, bai, vai – o vaig (i vau en algunes localitats) –, fui – o fuig –, s'enfui, vei (o vec), fai – o faig –, grei, fei (aqueix, mateix, baix, vaig, fuig, s'enfuig, veig, greix, feix) però es pot conservar en alguns mots com moix [muix], eix al costat d'[ej] ([eit] al Conflent). El so [tx] es conserva en: bateig, boig, desig, faig (arbre), goig, maig, mig, raig, roig, puig. En canvi boix es pronuncia curiosament [bu(t)sh]. D'una perspectiva històrica, en el Rosselló i el Conflent, la /ix/ final s'ha reduït a [j] en els mots procedents dels grups llatins PS (*ACCU-IPSU), SC (+e,i) (COGNOSCERE), SSY (*GRASSEU). Aquesta reducció no té lloc quan el so procedeix dels grups CS (BUCSU>boix), STY (mŭstĕu>MUSTIU>moix). Es manté el so interior [iʃ] en comptes de [ʃ] a l'interior dels mots al Conflent i Cerdanya: caixa, eixam, freixe, però peixos [peʃus].

Al plural reapareix el so de xeix: (peixos i calaixos) o no (peixs i calaixs, pronunciats [pejs] i [ka'lajs]).
- El so palatal és generalment conservat, llevat de claps de [ieisme], amb tot (jo) vull es pronuncia [vuj] i vall o avall es pronuncien tant [baj] o [abaj] com amb palatal. En l'obra d'Albert Saisset semblen aparèixer-hi les dues realitzacions: "allí vai" o "alli-bay" (allí avall), "Mé qu'espies a vai?" (parlant d'una senyoreta que mira al carrer per la finestra de la casa estant), "pel dabai" (que podria representar 'pel debaix'), "pel davai", "cap a vai", "Estripat, cap per bai(x) penjat en un crotxet" (confusió entre A Baix i Avall? en 'Lo moltó, la cabra i lo porc', Albert Saisset), "per munt o per vai", però pel davall (on 'davall' rima amb 'amagatall').

- Conservació de la r vibrant [r] en posició final absoluta de mot, amb epítesi addicional de [t] o de [ə], ahir, car, clar, cor, dur, llur, madur, mar, or, per, pur, segur... (en canvi la preposició 'per + la' es pronuncia [pə lə/la]). Els verbs 'ser', 'dir', 'fer' i 'dur' prenen les formes sere (o ésser o estre), dire, fere, dure o endure.

- Tendència a la A prostètica en mots començats en R: arracar (recar/racar), arrai (rai), arregar (regar), arrenda (renda), arreposar (reposar)...

- Desplaçament de l'accent tònic en els imperatius. Ex: fes-ho [fezú] en comptes de [fèzu]. També comporta la conservació de les formes pronominals plenes: porta-me [purtamé] per a porta'm [pòrtam], compra-lo [krumpalú] per a compra'l [kòmpral].

El pronom -la esdevingut tònic es tanca en é: agafa-la [(a)ɣafa'lé], exceptat en capcinès on resta [á]: [(a)ɣafa'lá]. Emperò tant en rossellonès com en capcinès no hi és pas a -me, -te: dona-me (això) [dune'me], pensa-te! [pense'te] (‘pots comptar!’).
- Metàtesis de consonants o vocals: sitrell per 'setrill', barguer per 'braguer', carmallers per 'cremallers', crompar per 'comprar', gavinet per 'ganivet'...

## Morfosintaxi
- Els pronoms possessius llur, llurs, llur(a) i llures s'empren amb article davant (ex: La llur(a) mare) o sense (ex.: "Llur casa"), tal com mon, ton, sa, ma, ta, sa, mes, tes i ses (gairebé solament pels membres de la família com a bona part de la resta del català). A més, el rossellonès comparteix amb els dialectes no-centrals els pronoms possessius meua, teua i seua i conserva(va) els antics mia (especialment en exclamacions com "mare mia!"; se'n troba una mostra en el respatller d'un banc de fusta a l'església de Prats de Balaguer de 1858: "La mia casa és casa d'oració), tua i sua. Malgrat això, el pronom sol posar-se abans del nom al qual es refereix ("Mon Déu", al costat de "Déu meu").

- Es destaca l'extensió del plural en "os", en articles com "aquestos", "aqueixos", "ellos", "aquellos", "quinos" i fins i tot "quantos", "unos" i "forços".

- La formació de la negació ha romàs reduïda al grau pas tal com en occità. Ex: Ton pare menja pas, tret de en frases fetes i frases curtes.

- Conservació popular dels indefinits "quelcom" (alguna/qualque cosa), "qualque(s)" (algun(s)/alguna, -es), "qualcú" (o "qualcús") (algú), "qualcun, -a" (algun, -a), "hom" o "un hom" ([nòm]), "pus" (en frases negatives 'pas pus' = 'no... més', 'enlloc pus' = 'enlloc més'), s'empren al costat de 'qualsevol' les fórmules qui que (sigui), què que, quin que, o, manllevats del francès, n'importa qui, n'importa què, n'importa quan, n'importa com (o de qualque manera (anar) o a la guerxera. barrim-barram o barrip-barrap[5] o barrís-barràs,[6] barrispa-barraspa: fer quelcom de qualsevol manera, sense reflexionar) i n'importa on (o per aquí en enllà [përkinënllà]) que corresponen a: "qualsevol cosa", "en qualsevol moment", "de qualsevol manera" i on que sigui.

- Els ordinals truasieme, quatrieme, cinquieme, sisieme, setieme, üitieme, noieme, disieme (francesismes) solen substituir tercer, quart, cinquè, etc. Altrament, es conserven els cardinals del català medieval desesset (o disesset), desevuit (o disevuit) i desenou (o disenou), com l'occità dètz-e-sèt, dètz-e-uèit, dètz-e-nòu. Són manlevats al francès o l'occità (o podrien ser arcaïsmes) quatre-vints (vuitanta), quatre-vint-deu (noranta) al costat de nonanta (forma etimològica).

- El rossellonès conserva les formes plenes dels pronoms febles "me, te, se, nos, vos, se" i no pas les formes reforçades "em, et, es, ens, us, se", independentment de la seua posició. Per tant, podem sentir frases com "Me fa pena", o bé "Crida-me més tard".

La combinació de dos pronoms febles es fa al revés de la resta del català: "Me se posa al davant" per a "Se'm posa al davant".
- Posició clítica. En les altres variants del català, l'enclisi es fa obligatòriament a l'imperatiu, al gerundi i a l'infinitiu. El rossellonès només hi ha enclisi quan la frase és a l'imperatiu, igual que en occità, francès i portuguès del Brasil. Així, es dirà "M'ha demanat de li comprar el llibre" en lloc de "M'ha demanat de comprar-li el llibre". No es tracta pas d'un gal·licisme, puix que el fenomen és anterior a la francesització. A tall de proves, el lingüista Joan Pau Escudero en cita un exemple en un text de 1686 A pena de tres lliuras de amanda per hi posar les diners de la obra i d'altres de 1750, a més d'un manuscrit del 1751 escrit a Millars que inclou aqueixes frases: per se comprar calsas; per la pendre; per li aver treginat.

- La locució ÇO DEL (D'EN)/DE LA... o XO EL/DEL/LA/DE LA... : cal/can, ca la (ço d'en Vigo a Estagell[7]

Seguit d'un nom (mitjançant la preposició de o sense preposició), indica la casa o el lloc on habita o de què és propietària la persona designada pel dit nom:
"Me tinc d'arrestar xo l'apotecari" [=a ca l'apotecari], Albert Saisset, Vinyes i dones
"Vaig baixar xo d'un meu amic" [=a casa d'un amic meu], Albert Saisset, Pims i pams
També s'empra en figurat: "xol/xo el jornal" o "sus del jornal" : 'en el diari', "xo en Camus" : 'en Camus' (=en l'obra de Camus).
- A l’imperatiu negatiu, substitució no generalitzada de les formes del present de subjuntiu per les del pretèrit imperfet de subjuntiu com a advertiment : Ho fésseu pas, això. (No ho feu, això.) Hi passésseu pas, per aquí (No hi passeu, per aquí.)

### Canvi o addició de prefixos
El rossellonès una certa tendència a afegir el prefix /en-/ (l'IEC recull 'maridar' i 'emmaridar', 'arborar' i 'enarborar', etc.) en mots com:
emmainadar, emmanllevar, empoar, emprimerenques, enaigualir, encaptivar, endaurar, enfondo, enfastigar, enfastigós, enfuriat, enlletrat, enllevar, ennomenar
o bé a modificar determinats prefixos, com ara /al-/ per /en-/:
enfalga o faula (al Vallespir i Conflent respectivament) (alfàbega), antrament (altrament)
i, especialment, /en-/ en lloc de /a-/:
- embantes, embans, enbantes (abans)
- embraçar (abraçar)
- endevenir-se (avenir-se)
- endéu-siau (Adéu-siau)
- endormir (adormir)
- endolit (adolit)
- enfallegar (afalagar)
- engitanat (agitanat)
- enraconar (arraconar)
- enrossegar o rossegar (arrossegar)
- enruïnat (arruïnat)
- ensaig o enseig (assaig)
- ensajar (assajar)
- ensolellat (assolellat)
- envergonyir (avergonyir)

i encara hi ha un altre grup de mots, no tan nombrós com l'anterior, que ha canviat el prefix /es-/ per /en-/: 
- embiaxat (esbiaixat)
- enfondrar (esfondrar)
- engarrapar o garrapar Vall. (esgarrapar) o al contrari canviat o afegint es- : desconseguir (aconseguir)
- descloscar (escloscar)
- descontradir (contradir)
- desencargolar (descargolar)
- desencusa(r)/desenemic (excusa(r)/enemic, mots usats enjondre popularment)
- desengrunar (engrunar)
- desgargamellar-se (esgargamellar-se)
- desgarriar (esgarriar)
- desllomar-desllomadura (esllomar-esllomadura)
- despatllar-se (espatllar-se)
- despellofar (espellofar)
- desquitar-se (quitar-se, rescabalar-se).

### Expressió de l'hora en català rossellonès
Se segueix el sistema tradicional antic "SER + nombre + Hora": "Són tres hores de (la) tarda", "Són cinc hores de tarda" (Albert Saisset, Perpinyanenques) "Envers deu hores de nit" (Albert Saisset), "Envers una hora de matí" (Pere Burlaner), "Cap a les tres hores de tarda" (Pere Verdaguer), "a set hores de la matinada" (Mémoires de Pierre (sic) Pasqual, 1595-1644, Imprimerie Joseph Payret, 1905), "a una hora de matinada", "a dos hores", "de nou hores de nit a les onze", "a cinc hores de tarda", "a onze hores de nit" (Nota de la ruïna de la nova fàbrica de la iglésia de Sant Pere de la vila de Ceret, 1734). La tendència, com a la resta del català, era de prescindir d'«hores»: "de les nou a les deu hores de matinada" (Un registre des archives de la commune d'Elne, 1597-1621, Raymond de Lacvivier, Imprimerie Comet, 1912), "a les deu hores" (Relacio del modo que per los carrers de Perpinyà venen las mercaderias, Revue Catalane, 1912 segons les notes finals d'un manuscrit del Llibre dels Sants Àngels de Francesc Eiximenis, s.XVI, Perpinyà). Les hores aproximatives s'expressen mitjançant les fórmules següents: "Se'n van sis hores" (aviat seran les sis), "Sul pic de sis hores" (a les sis tocades), "Les onze hores són tocades/sonades" (Lo Pardal, cançó popular).
- Quarts d'hora:
  - Per al primer quart, es diu l'hora seguida d'"i el - lo/un quart": "Són tres hores i el quart" (3:15h).
  - Per als dos quarts, s'utilitza "i mitja/mija": "Dues hores i mitja/mija" (2:30h).
  - Per als tres quarts es fa atenció a l’hora que ha d’arribar: "Tres hores menys (un/el/lo) quart" (2:45h) o "Tres hores i tres quarts" (Mémoires de Pierre (sic) Pasqual, 1595-1644, Imprimerie Joseph Payret, 1905).

També existeix una forma semblant al sistema del català central: "(Són) tres quarts per deu hores" (9:45h)", "Són tres quarts per una hora" (12:45h), "Tres quarts per nou hores" (Apuntació perpinyanesa, Jules Delpont, 1899, in Revue Catalane núm 6) o la fórmula: "(És) un quart per les tres", "(Són) dos quarts per les tres; "(Són) tres quarts per les tres". (Mémoires de Pierre (sic) Pasqual (1595-1644), Imprimerie Joseph Payret, 1905). Trobem "als tres quarts d'onze" en la Nota de la ruïna de la nova fàbrica de la iglésia de Sant Pere de la vila de Ceret, 1734.
A l'obra de Pere Burlaner s'hi pot veure que s'empraven totes dues formes: "Lo trinc que puja cap a Prada parteix un poc abantes d'onze hores"; "A tres quarts per les deu, mossèn Bitarol se’n torna a cal bisbe" (p. 86); "Lo rellotge del salon va picar quatre hores" (p. 89); "Lo rellotge del campanar de la Roca del Duc tocava tres quarts per set hores" (p. 97); "Una tarda, cap a les cinc hores, mossèn Bitarol acabava de confessar una dotzena de devotes" (p. 102); "cap a les tres hores de la tarda" (p. 106); "Lo repic de les sis de la tarda tocava" (p. 117); "A tres quarts per les sis" (p. 164).
- Minuts entre els quarts:
  - El nombre de minuts segueix l'hora sense la conjunció "i": "tres hores cinc" (3:05h), "tres hores vint" (3:20h), "tres hores vint-i-dos" (3:22h), etc. Passats els dos quarts, es resta els minuts de l'hora que arriba: "quatre hores menys vint-i-cinc" (3:35h), "quatre hores menys deu" (3:50h), etc.

## Conjugacions verbals
- Infinitius rizotònics

Molts infinitius, a la Catalunya Nord, són de la II conjugació rizotònics, mentre que en altres parlars són de la III conjugació. En efecte, brunyir, bullir, collir, cosir, cruixir, eixir, fugir, grunyir, junyir... tenen com a forma d’infinitiu al Rosselló brúnyer, búller, cúller, cúser, crúixer, éixer/íxer, fúger, grúnyer, júnyer... (i l’antic verb sallir ‘sortir’ conservat tal qual o més sovint com a sàller). Les formes infinitives corresponents en -ir apareixen només –i ocasionalment– en algunes poblacions de l’Alta Cerdanya, a Argelers i a Prada.
- Epítesi a l’infinitiu de verbs monosíl·labs

Les formes "dire" ‘dir’, "(en)dure" ‘dur’, "fere" ‘fer’, "sere" ‘ser’ són infinitius originàriament monosíl·labs en català presenten una e final, que pot ser considerada epítesi. El verb "fer" [fé] s'empra en el dialecte estrictament rossellonès, "fere" s'usa al Vallespir, al Conflent i al Rosselló.
- En rossellonès, es conserva la forma duit i enduit al costat de les formes 'dut' i 'endut' (cf. balear). Molts participis solen tenir també una forma analògica, com "mereixit", "coneixit", "naixit" i "creixit".

- La primera persona del singular del present de l'indicatiu en -c és en -i analògicament a les altres persones, i la segona persona del singular intercala una E: (re/des)conegui per (re/des)conec, coues per cous, coui per coc, beues per beus, beui per bec, caues per caus, caui per caic, creguem per creiem, creui per crec, creues per creus, deues per deus, deui per dec, diguem per diem, diui per dic, diues per dius, dormes per dorms, (en)duguem per (en)duem, (com)preni / (com)princ per (com)prenc, (com)prenes, per (com)prens, escriues per escrius, mores/moreixes per mores, moui per moc, moues per mous, perdes per perds, podes per pots, pudes per puts, remetes per remets, responi per responc, riui per ric, riues per rius, rompes per romps, seui per sec, seues per seus, sabes per saps, sentes per sents, soli per solc, tenes per tens, treui per trec, treues per treus, venes per vens, veui/vec per veig, veues per veus, voles/vos per vols…

- El verb haver dona "hagés" o hagués i el gerundi de veure dona "vegent".

- El passat perifràstic a Perpinyà és vari, vares anar en comptes de vaig, vas anar.

- El verb tenir/tindre és "tinguer" o "tenre" i fa el futur "tenré, tenràs, tenrà...", al condicional "tenria/tinria/tenriï, tenries, tenria/tinria"... i el participi passat tengut o tingut.

- Els imperatius de segona persona de venir i  fer poden ésser vé ('vés') o fé ('fes').

### Conjugacions particulars del rossellonès
| Primera conjugació | Segona conjugació | Tercera conjugació |
| --- | --- | --- |
| Present d'indicatiu | | |
| - canti - cantes - canta - cantem - canteu - canten | - perdi - perdes - perd - perdem - perdeu - perden | - serveixi/dormi - serveixes/dormes - servei/dorm - servim/dormim - serviu/dormiu - serveixen/dormen                                                                                                   |
| Imperfet d'indicatiu | | |
| - cantavi - cantaves - cantava - cantaven - cantàveu (pronunciat 'cantavu') - cantavem (pronunciat 'cantaven')                                                                            | - perdiï/perdia - perdies - perdia - perdien - perdíeu (pronunciat 'perdíu') - perdíem (pronunciat 'perdíen')                                                                                       | - serviï/servia - servies - servia - servien - servíeu (pronunciat 'servíu') - servíem (pronunciat 'servíen')                                                                                          |
| Condicional | | |
| - cantariï/cantaria - cantaries - cantaria - cantaríem (pronunciat 'cantarien') - cantaríeu (pronunciat 'cantaríu') - cantarien                                                           | - perdriï/perdria - perdries - perdria - perdríem (pronunciat 'perdrien') - perdríeu (pronunciat 'perdríu') - perdrien                                                                              | - serviriï/serviria - serviries - serviria - serviríem (pronunciat 'servirien') - serviríeu (pronunciat 'serviríu') - servirien                                                                        |
| Pretèrit perfet perifràstic | | |
| | - vai cantar/perdre/servir - vas cantar/perdre/servir - va cantar/perdre/servir - vem cantar/perdre/servir - veu cantar/perdre/servir - van cantar/perdre/servir                                    | |
| Imperfet subjuntiu | | |
| - cantessi - cantesses (o cantessis) - cantés - cantéssem (o cantéssim) (pronunciat 'cantessen' o 'cantessin') - cantésseu (o cantéssiu) pronunciat 'cantessu') - cantessen (o cantessin) | - perdessi (o perdés) - perdesses (o perdessis) - perdés - perdéssem (o perdéssim) (pronunciat 'perdessen' o 'perdessin') - perdésseu (o perdéssiu) (pronunciat 'perdessu') - perdessen (perdessin) | - servissi (o servís) - servisses (o servissis) - servís - servíssem (o servíssim) (pronunciat 'servissen' o 'servissin') - servísseu (o servíssiu) (pronunciat 'servissu') - servissen (o servissin). |

### El verb Ser: Sere, ésser, estre
- Present d'indicatiu

sóm
ets/es
és
sem
seu
són (pronunciat 'sun')
1. ↑  Recomanem la grafia (jo) "sóm" (pronunciat 'sun' davant de vocal segons la fonètica septentrional, i 'som' al Vallespir) per diferenciar-lo de (nosaltres) "som" del català central, del valencià i del balear.

- Imperfet d'indicatiu

eri
eres/érets
era
érem (pronunciat 'eren')
éreu (pronunciat 'eru')
eren
- Condicional

seriï/seria
series
seria
seríem (pronunciat 'serien')
seríeu (pronunciat 'seríu')
serien
- Imperfet subjuntiu

siguessi/sigués o fossi/fos [fúsi]
siguesses (siguessis?) o fosses [fúses] (fossis?)
sigués o fos [fus]
siguéssem (siguéssim?) o fóssem [fúsën] (fóssim?)
siguésseu (siguéssiu?) o fósseu [fúsu] (fóssiu?)
siguessen (siguessin?) o fossen [fúsën] (fossin?)
- Gerundi: siguent

- Participi: sigut

#### Exemple: Se passejar (passejar-se)
- Present d'indicatiu

me sóm passejat
t'ets passejat
s'és passejat
nos sem passejats
vos seu passejats
se són passejats
- Plusquamparfet d'indicatiu

m'eri passejat
t'eres passejat
s'era passejat
nos érem passejats
vos éreu passejats
s'eren passejats
- Futur compost

me seré passejat
te seràs passejat
se serà passejat
nos serem passejats
vos sereu passejats
se seran passejats

### El verb haver
- Present d'indicatiu

he/hai
has
ha
havem (hem)
haveu (heu)
han
- Present subjuntiu

hagi - Anar:: vagi
hagis (o hages) - Anar:: vagis
hagi - Anar:: vagi
hagem - Anar:: vàgim
hageu - Anar:: vàgiu
hagin (o hagen) - Anar:: vagin
- Condicional i imperfet del subjuntiu

hauriï-hauria - haguessi-hagués/hagés-hagessi o hagueri-haguera?
hauries - haguesses/haguessis?/hagesses o hagueres
hauria - hagués/hagés o haguera
hauríem - haguéssem/haguéssim?/hagéssem o haguérem
hauríeu - haguésseu-haguéssiu?/hagésseu o haguéreu
haurien - haguessen-haguessin?/hagessen o hagueren

### A més a més
Formació del pretèrit perfet compost
El perfet es forma amb l'auxiliar ser (com en català antic i tradicional, occità i francès) en present d'indicatiu i el participi passat del verb conjugat i no pas amb haver, excepte per a la tercera persona del singular i del plural : "Som cantat, ets cantat, HA cantat, sem/havem-hem cantat, seu/haveu-heu cantat, HAN cantat. Per a la tercera persona del singular o del plural sovint s'empra ser si el terme d'acció és el mateix subjecte: (ell) s'és pensat, l'ordinador s'és espatllat, se són enganyats, al costat del verb haver, sobretot en plural: s'han enganyat (remarqueu l'acord o no del participi, segons l'auxiliar emprat)
A la Gramàtica d'Albert Saisset (1896: 43-76) hi ha la conjugació de diversos verbs, la majoria dels quals tenen el perfet amb 'haver' a les terceres persones i 'ser' a les altres, i en d'altres, com venir, hi posa 'ser' a totes les persones. En tres verbs, estimar, amar i fer, hi ha 'ser' a la primera i la segona persones del singular, mes al plural hi ha 'haver'. La 3a persona dels verbs intransitius sol formar-se amb 'haver', però hi trobem alguna vegada 'ser': "mon pare és arribat". Carles Grandó dona la conjugació del verb 'entrar': "són entrat, ets entrat, ha entrat, sem entrat, seu entrat, han entrat".
Els verbs pronominals i composts com: arribar, anar, caure, entrar, partir o venir, se conjuguen gairebé únicament amb l'auxiliar 'ser'.
Sembla que 'ser' primerament es trobava només a les persones del singular i que després es va escampar a les de plural. Precisament és la situació que es manté al Vallespir, al Capcir i en certs parlars rurals de la diòcesi de Girona. La solució d'alternar 'ser' i 'haver' no es pot pas atribuir a la influència del francès ni de l'occità, ja que tots dos mantenen la selecció: 'ser' per als verbs inacusatius i pronominals i 'haver' per a la resta.
- El rossellonès utilitza tal com el francès l'infinitiu de narració.
- En alguns parlants del rossellonès, la diferència entre el pretèrit indefinit i el pretèrit perfet tendeix a reduir-se per influència del francès.

## Lèxic rossellonès
El lèxic rossellonès és molt ric i presenta nombrosos trets originals. A banda de diversos mots compartits amb altres dialectes ('aiguamoix', 'càvec'), en té també que canvien de significat o en conserven un que altres dialectes han perdut ('blegadissa', 'còrrec'). Al rossellonès hi ha també, per raons de proximitat, una forta presència d'occitanismes o mots de continuïtat occitano-catalana. Es tracta
de molts termes lligats a l'occità d'arrel antiga o d'introducció més recent, arcaismes medievals catalans d'afinitat occitana, que avui han romàs reduïts a l'àrea rossellonesa sota l'escalf de l'adstrat occità, com ara:
'abartàs' (bardissa), 'aigua-senyader' (pica d'aigua beneita), 'babot' (borinot, corc del gra), 'cavalla' (egua), 'desenou' (dinou), 'espiar' (mirar), 'gambajó' (pernil, cuixot), 'guiscar' (xisclar), 'noga' (nou), 'peirer' (paleta), 'repeix' (àpat), 'traucar' (foradar, despuntar), 'vilatge' (poble).
Altres mots particulars del rossellonès són, per exemple, 'badaluc' (badoc, encantat), 'barrabam' (menjador, persona que menja massa), 'enbantes' (abans), 'llerpissar' (tacar). No s'usen els verbs 'cabre', 'cloure', 'doldre' i 'témer', mentre que 'jaure' no s'empra a Prada.
Entre els nombrosos gal·licismes hi trobem 'assieta' (plat), 'domatge' (pena) o 'usina' (fàbrica). Pel que fa als castellanismes, en haver passat la Catalunya Nord a domini francès al segle xvi no en presenta tants com la resta de variants catalanes. Joan Veny remarca justament que «Al moment que s'iniciava la penetració lingüística castellana a Catalunya, el Rosselló en fou desmembrat». La penetració de mots vinguts del castellà es va estroncar molt fortament amb la separació política de la Catalunya del Nord de la resta del país, si bé es mantenen castellanismes més antics (tot sovint comuns a la resta del català): 'apoio', 'borratxo' o 'embustero' entre d'altres.
És curiós de notar que Pompeu Fabra, de l'"exili" de Prada de Conflent estant, envià a Barcelona, a la Secció Filològica de l'Institut d'Estudis Catalans quinze dialectalismes rossellonesos per a la segona edició del Diccionari General de la llengua catalana de 1954, termes que degué haver sentit sovint durant aquells anys d'estatge en terres septentrionals. La llista passà pel raspall dels responsables de l'edició del Diccionari (R. Aramon i C. Riba), que sols n'admeteren la meitat. Els 8 mots d'aquesta llista que van ser acceptats pels responsables de l'edició són: 
descossolar 'destruir els fonaments', envermenat 'ple de cucs', a l'encop 'alhora', espellir 'descloure's', espellida 'acció de descloure's', flingar 'fimbrar', sarda 'sardina' i repotegar 'rebotegar, reganyar, rondinar'.
Els 7 mots que van ser rebutjats són:
brutinyó 'persona bruta', bullinada 'sopa de peix', calmàs 'calina, calitja, xafogor de l'atmosfera', esterlocat 'esbojarrat', escampillar 'esparpallar', espertinar 'berenar' i avajó 'fruit de l'avajonera'.
D'altra banda, el diccionari de la GEC recull també rossellonismes com ara 'flingar', 'marguiller' i 'sarda'.

## Cultura popular

### Onomatopeies
| - Atxim! - Bim! - Bum! - Bam! - Crac! - Flist! - Flast! - Fliu! - Flau! - Nyic-nyac! - Paf! | - Pam! - Patapuf! - Pif! - Pim! - Puf! - Pum! - Rac! - Xuf! - Xaf! - Ziu! - Zau! |

### Interjeccions
| - «Ac!» - «Ah!» - «Ai!» - «Ai, ai, ai!» - «Alé/Aré!» - «Anem!» - «Anyà!» - «Apa!» - «Ara, ara» (dubte) - «Arrai!» (variant de Rai) - «Arré!» - «Arri!» - «A tu!» - «Au!» - «Ba!» (menyspreu) - «Baldaments!» ('tant de bo!') - «Bé!» - «Belleu, belleu» (dubte) - «Becs!» (de disgust, 'ecs, uix') - «Bitió/Biti/Bió!» (pel cavall) - «Ca!» - «Caram!» - «Carambis!» - «Carall!» - «Déu nos en guard!» - «Déu n'hi do!» | - «Ei!» - «Endavant!» - «Ep!» - «Eu!» - «Fa!» (reducció de 'fava (de Déu)') - «Ft!» - «Gara!» ('compte!') - «Ha!» - «Hala!» - «He!» - «Hec!» - «Heu!» - «Hi!» - «Hissa!» - «Ho!» - «Huà!» - «I!» (per a fer avançar el cavall) - «Iep!» - «Iup-hi!» - «Ja!» - «Ja, ja!» - «Ma!» (reducció de 'mare') - «Mau!» (reducció de 'mirau') - «Me!» (reducció de 'mes' però) - «O!» - «Oh!» | - «Oi» (estranyesa) - «Oi tal!» ('I tant!') - «O té» (var. «I o té») - «Ou!» (per "sí!" al Vallespir sobretot) - «Psst!» - «Pse!» - «Pxe!» - «Què!» - «Rai!» - «Rrrr!» - «Tdià!» (pel cavall) - «Tit!» - «Txa-hi!» - «U!» (amb u francesa, sorpresa, admiració, per a escridassar) - «Uh!» - «Uep!» - «Uf!» - «Um!» - «Ui!» - «Uix!» - «Vai!» - «Zu!» (cf. occità) - «Xo!» - «Xò va!» - «Xut!» (per a fer callar) |

També són salutacions: 
| - Alé/Aré! - He! - Ha! - Ho! - Heu! | - Hu! - Huà, - Iep! - Iu! - Ou! |

### Renecs
| - «Ai caram!» - «Ai sabat!» - «Alabat siga Déu!» - «Bon Déu (de Déu!)» - «Bon Déu, senyor!» - «Cremat (l'home)!» - «Déu ditxós!» - «Diantre!» - «Fava (de nun/Déu!, de gat!)» - «Fa!» (forma escurçada de "Fava") - «Fa de vits!» ("Verge mare!, Caram!, renoi!") - «Fa de!» [fadde] - «Fatxos!» - «Fe de Déu!» - «Flics (?)!» - «Gràcies a/de Déu!» - «Cap de (porc, xai, marrà, carall…)!» - «Capde!» - «Cap de reflics!» - «Tde!» (reducció de "cap de...") - «Carall que et fot!» - «I Domine!» - «Ira de Déu!» - «Jesús, Maria [merí], Josep!» - «Mal foc de...!» - «Mal carall de...!» - «Mal malaire!» - «Mare de Déu!» - «Marà!» (reducció de 'Mare') - «Marat de Déu!» - «Mardedéu!» | - «Mare mia!» - «Maria Santissim (eta)!» - «Santissimeta!» - «Reina Santissim (eta)» - «Saca de Déu!» - «Verge santa!» - «Santa Mare!» - «Sant Cristo!» - «Re-ira!(/de Déu/de neu/d'anell/de bet)» - «L'ase te foti!» - «Llamp!» - «Llamp de llamp!, Llamp de rellamp(s)!» - «Llamp del cel!» - «Llamp que te fot (portes calces de vellut)!» - «(Llamp) Que et toc! (Mal)» - «Llamp te ferís/(Mal)» - «Llamp (que) te ferigui!» - «Llamp que te pugui ferir!» - «Llamp que t'asclés!» - «Llamp que els mat!» - «Llamp (que) t'encengués!» - «Llamp te/lo mat (i)!» - «Llamp te partís!» - «Llamp que el reflic!» - «Llampsis» - «En llamp!» - «Rellamp!» - «Rellampsis!» - «Pel llamp!» (exclamació que expressa resolució, determinació) - «Vagi en llamp!» - «Mal bajo!» | - «Mal carall!» - «Mal foc! (/de...)» - «Mal renyic-renyac!» - «Mal roc (que te parteixi)!» - «Maleït sigui!» - «Maleït sort!» - «Què refoteu!» - «Reflic!» - «Reïra de Déu!» - «Reïra de bet!» - «Sang de Déu (de reconsagrat)!» - «Renom (de Déu)!» - «Renom d'un sort!» - «Renom d'un xen!» - «Nom de nom!» - «Sabat de Déu!» - «Ressang de Déu!» - «Ressabat (/de Déu)!» - «Ressabat de renom!» - «Ressabat d'un sort!» - «Sabat/ressabat de non» (per 'nom')! - «Sang de naps!» - «Ressang de naps!» - «Vatua listo!» - «Vit (s)» ("Verge mare!, Caram!, Renoi!") - «Vit d'ase! / Vit d'orina! / Vit (s) de fava! / Vits i revits! / Vits de revits!» - «Vits que sí/no!» - «Revit (s)» - «Votua nada!» - «Revotua nada!» |

No són ben bé renecs: 
«Mala primor!», «Bella/Bona primor!», «Quina primor!» ("és evident, quina sorpresa!", iron., "no m'estranya pas").